# Liste des chansons écrites par Philippe Labro pour Johnny Hallyday
Cet article recense les chansons écrites par Philippe Labro pour Johnny Hallyday.
Premier auteur à écrire tout un album pour Johnny Hallyday, Philippe Labro s'inscrit parmi les paroliers emblématiques du chanteur. Tour à tour engagés, politiques, contestataires, ses textes, le plus souvent empreints de sociétals, marquent un tournant dans la carrière du chanteur, et s'inscrivent durablement comme occupant une place à part dans son œuvre. La plume de Labro sait également se faire plus légère et plus rock avec le succès Oh ! Ma jolie Sarah et sentimentale avec la ballade country La fille aux cheveux clairs, inspirée d'une aventure vécue non pas par le chanteur, mais par l'auteur lors d'un séjour aux États-Unis.  

## Les chansons
Source pour l'ensemble de la liste, sauf indications contraires et/ou complémentaires.
Note : il est précisé lorsqu'un texte écrit par Philippe Labro est une adaptation d'une chanson étrangère.
| Titre                                                    | Paroles    | Musique                                    | Date | Support |
| -------------------------------------------------------- | ---------- | ------------------------------------------ | ---- | --- |
| Jésus Christ                                             |            | Eddie Vartan                               | 1970 | 45 tours 6009042 album Vie |
| On me recherche                                          |            | Eddie Vartan                               | 1970 | 45 tours 6009042 |
| Essayez                                                  |            | Mick Jones, Tommy Brown                    | 1970 | album Vie |
| C'est écrit sur les murs                                 |            | Mick Jones, Tommy Brown                    | 1970 | album Vie |
| Poème sur la 7e                                          |            | Ludwig van Beethoven                       | 1970 | album Vie |
| La fille aux cheveux clairs                              |            | Eddie Vartan                               | 1970 | album Vie |
| La chanson du roumain                                    |            | Jean Renard                                | 1970 | chanson restée inédite jusqu'en 1993 |
| Oh ! Ma jolie Sarah                                      |            | Mick Jones, Tommy Brown                    | 1971 | 45 tours 6618001 Flagrant délit |
| Que j'aie tort ou raison                                 |            | Gary Wright                                | 1971 | 45 tours 6618001 Flagrant délit |
| Flagrant délit                                           |            | Gary Wright                                | 1971 | Flagrant délit |
| Fils de personne (Fortunate Son)                         | adaptation | John Fogerty                               | 1971 | Flagrant délit |
| Il faut boire à la source (Drink From The Water)         | adaptation | Joey Cooper, J. Gallie                     | 1971 | Flagrant délit |
| Fille de la nuit (Delta Lady)                            | adaptation | Leon Russell                               | 1971 | Flagrant délit |
| Si tu pars la première                                   |            | Gary Wright                                | 1971 | Flagrant délit |
| L'autre moitié                                           |            | Johnny Hallyday                            | 1971 | Flagrant délit |
| La loi                                                   |            | Gary Wright                                | 1971 | Flagrant délit |
| Tant qu'il y aura des trains                             |            | Johnny Hallyday                            | 1971 | Flagrant délit |
| Voyez ce que je veux dire (Do You Know What I Mean)      | adaptation | Lee Michaels                               | 1971 | album live Live at the Palais des sports (la version studio enregistrée en 1972, est restée inédite jusqu'en 2012)                                              |
| Waterloo (The Alamo)                                     |            | Mick Jones - Tommy Brown                   | 1971 | Issu des sessions d'enregistrements de l'album Flagrant délit, ce titre est resté inédit jusqu'en février 2024                                                  |
| Reste (Don't Leave Me)                                   | adaptation | Mick Jones - Tommy Brown - Hugh McCracken  | 1971 | Issu des sessions d'enregistrements de l'album Flagrant délit, ce titre, resté inédit jusqu'en février 2024, est publié à l'occasion d'une réédition du disque, |
| Ma panthère noire (Lady)                                 | adaptation | Tony Hiller, L. Sheriden, M. Lee           | 1974 | album Rock 'n' Slow |
| Voici le monde                                           |            | Pierre Groscolas                           | 1974 | album Rock 'n' Slow |
| Interdit aux moins de 13 ans                             |            | Pierre Groscolas                           | 1974 | album Rock 'n' Slow |
| Mon Amérique à moi                                       |            | Éric Bouad, Johnny Hallyday                | 1982 | album Quelque part un aigle |
| Ne tuez pas la liberté                                   |            | Johnny Hallyday, Pierre Billon, Éric Bouad | 1984 | 45 tours 880281-7 album live Johnny Hallyday au Zénith |
| Cadillac man                                             | adaptation | Jon Bon Jovi                               | 1991 | album Ça ne change pas un homme |
| Jolie petite rock'n'rolleuse (Sweet little rock'nroller) | adaptation | Chuck Berry                                | 1996 | albums Destination Vegas et Live at the Aladdin Theatre |
| Comme un roc (Like a Rock)                               | adaptation | Bob Seger                                  | 1996 | albums Destination Vegas et Live at the Aladdin Theatre |
| Pardon                                                   |            | David Hallyday                             | 1999 | album Sang pour sang |